# Іваньдан
Іванів День або Івандан (серб. Ivanjdan)— християнське свято в пам'ять про народження святого Івана Хрестителя, святкується 24 червня. В Україні це свято відоме як Свято Купала.
За півроку до свого явлення в Назареті Божій Матері ангел Гавриїл явився первосвященикові Захарії в Єрусалимському храмі. Перш ніж сповістити про чудесне зачаття Богородиці, ангел сповістив стариці Єлисаветі, дружині Захарії, що вона народить сина. Захарія не відразу повірив словам ангела Гавриїла і залишався німим до восьмого дня після народження дитини, потім, під час обрізання і давання імені Захарія, він написав на дошці ім'я Іван і заговорив.
Іоанн хрестив Христа в річці Йордан, тому в народі його називають Іваном Хрестителем.